# Alexander Gerndt
Alexander Clas Robin Gerndt (ur. 14 lipca 1986 w Visby) – szwedzki piłkarz występujący na pozycji napastnika. Zawodnik klubu FC Lugano.

## Kariera klubowa
Gerndt seniorską karierę rozpoczynał w 2004 roku w klubie FC Gute z Division 2 Östra Svealand. W 2007 roku trafił do zespołu AIK Fotboll z Allsvenskan. W tych rozgrywkach zadebiutował 28 kwietnia 2007 roku w przegranym 0:4 pojedynku z Malmö FF. Na początku 2008 roku został wypożyczony do ekipy IK Sirius z Superettan. Spędził tam kilka miesięcy.
W lipcu 2008 roku Gerndt podpisał kontrakt z zespołem Gefle IF, grającym w Allsvenskan. Pierwszy ligowy mecz zaliczył tam 26 lipca 2008 roku przeciwko IFK Göteborg (0:1). 25 października 2009 roku w wygranym 2:1 spotkaniu z Trelleborgiem strzelił pierwszego gola w Allsvenskan. W Gefle występował przez 2 lata.
Latem 2010 roku odszedł do klubu Helsingborgs IF, także z Allsvenskan. Zadebiutował tam 22 lipca 2010 roku w przegranym 1:2 pojedynku z BK Häcken. W tym samym roku wywalczył w zespołem wicemistrzostwo Szwecji. Z 20 bramkami na koncie został także królem strzelców Allsvenskan.
W 2011 roku Gerndt przeszedł do FC Utrecht, a w 2013 do BSC Young Boys. W 2017 został zawodnikiem FC Lugano.

## Kariera reprezentacyjna
W reprezentacji Szwecji Gerndt zadebiutował 17 listopada 2010 roku w zremisowanym 0:0 towarzyskim meczu z Niemcami. 19 stycznia 2011 roku w wygranym 2:1 towarzyskim pojedynku z Botswaną strzelił pierwszego gola w drużynie narodowej.